# Calle Ercilla
La calle Ercilla es una calle ubicada en el centro de la villa de Bilbao. Se inicia en alameda de Mazarredo, desde Isozaki Atea, y finaliza en la plaza Indautxu.

## Edificios de interés y estatuaria
Diversos edificios y estatuas reseñables rodean la calle Ercilla:
- Edificio del arquitecto Gregorio Ibarreche en la plaza de Jado.
- Plaza Moyúa.
- Agencia Estatal de Administración Tributaria en Bilbao.
- Edificio La Aurora.
- Estatua de José Antonio Aguirre, primer lehendakari.
- Hotel Ercilla.

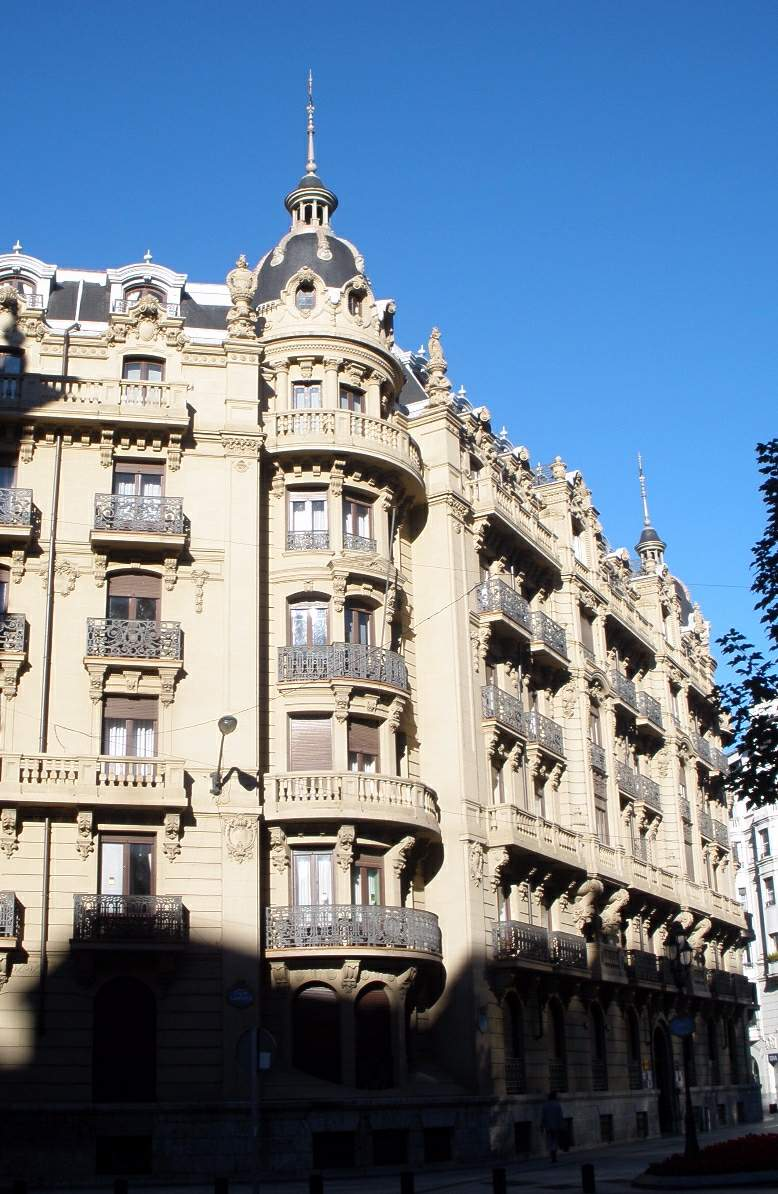
Edificio del arquitecto Gregorio Ibarreche
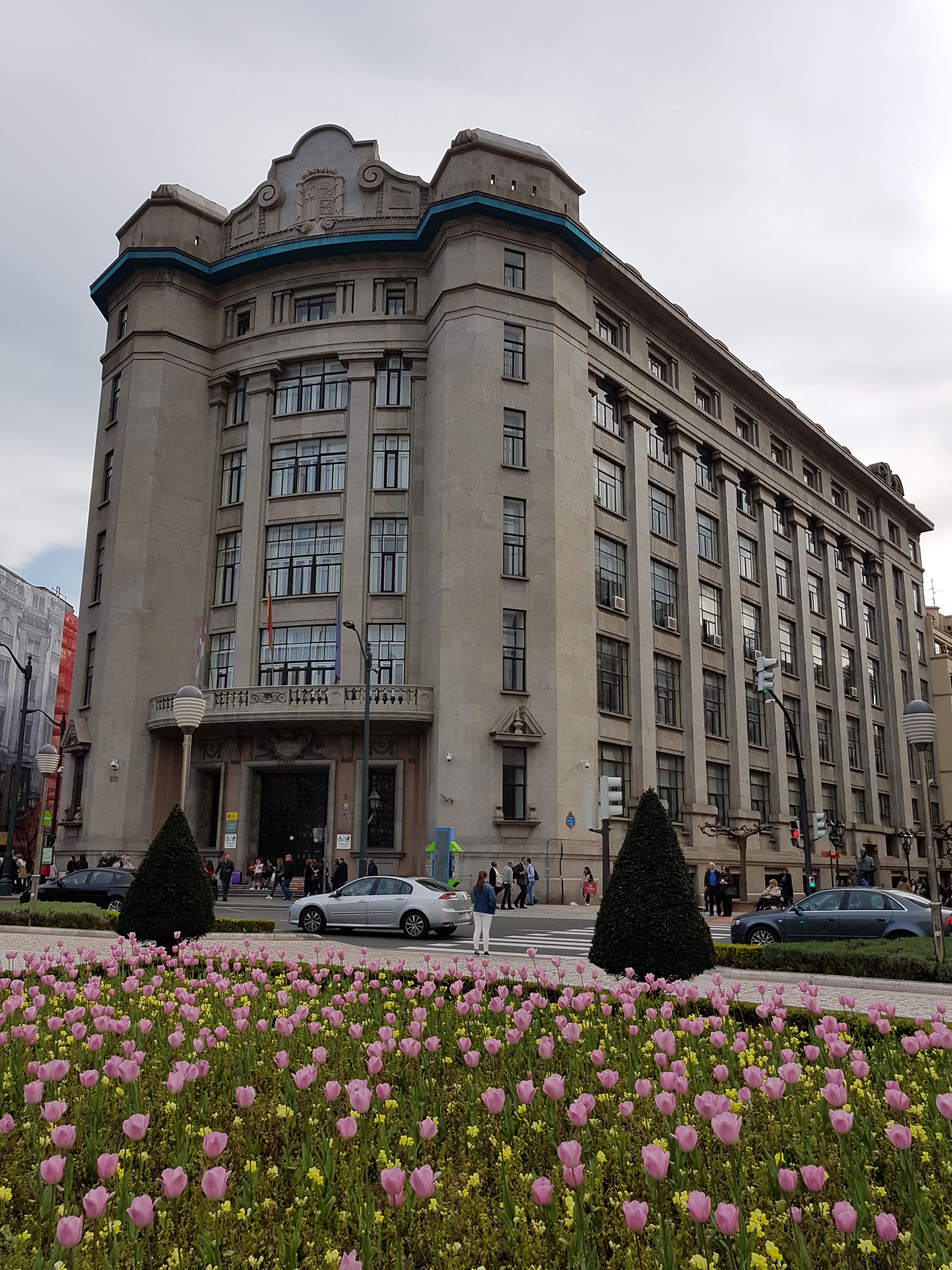
Agencia Estatal de Administración Tributaria
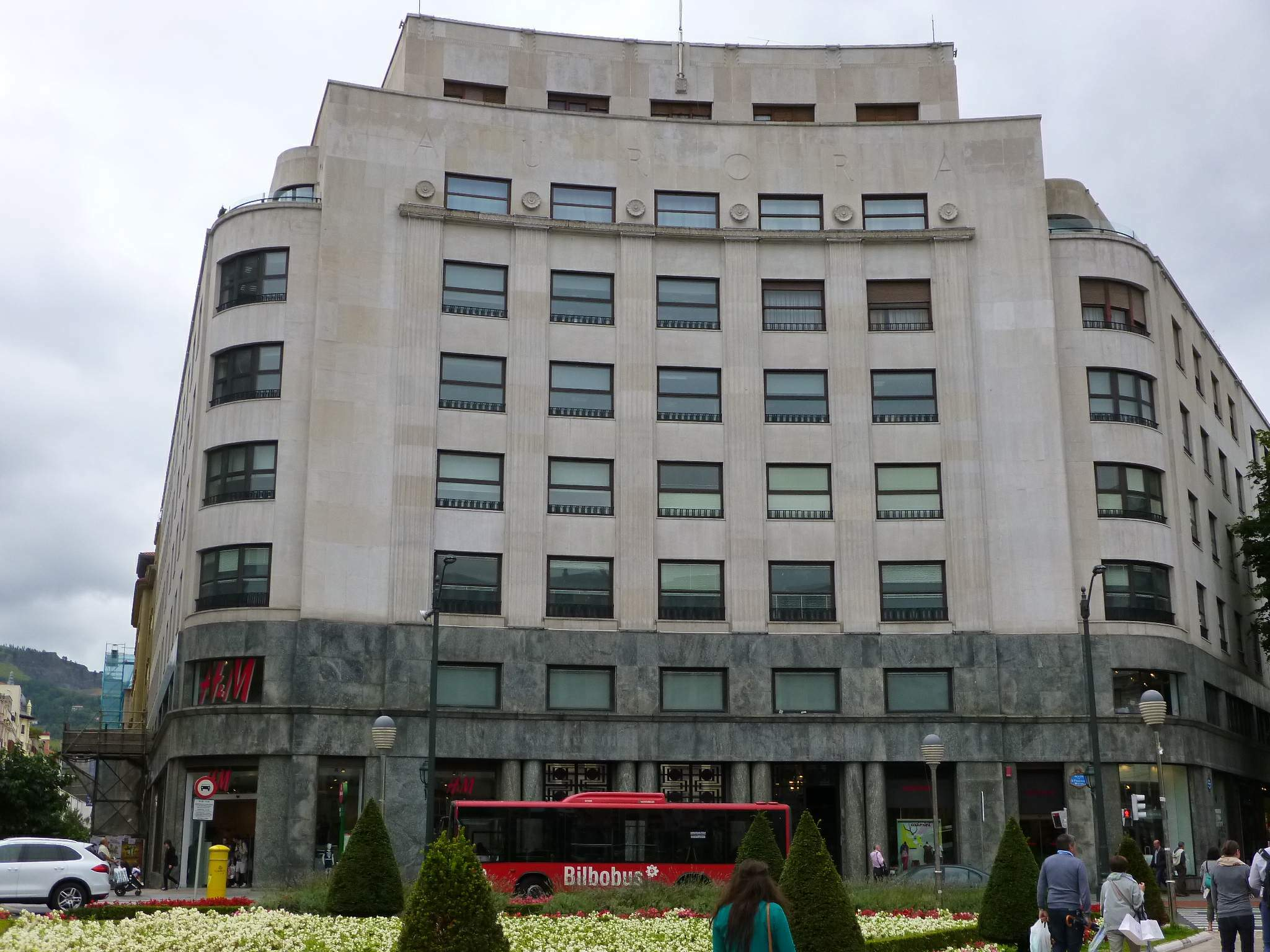
Edificio La Aurora
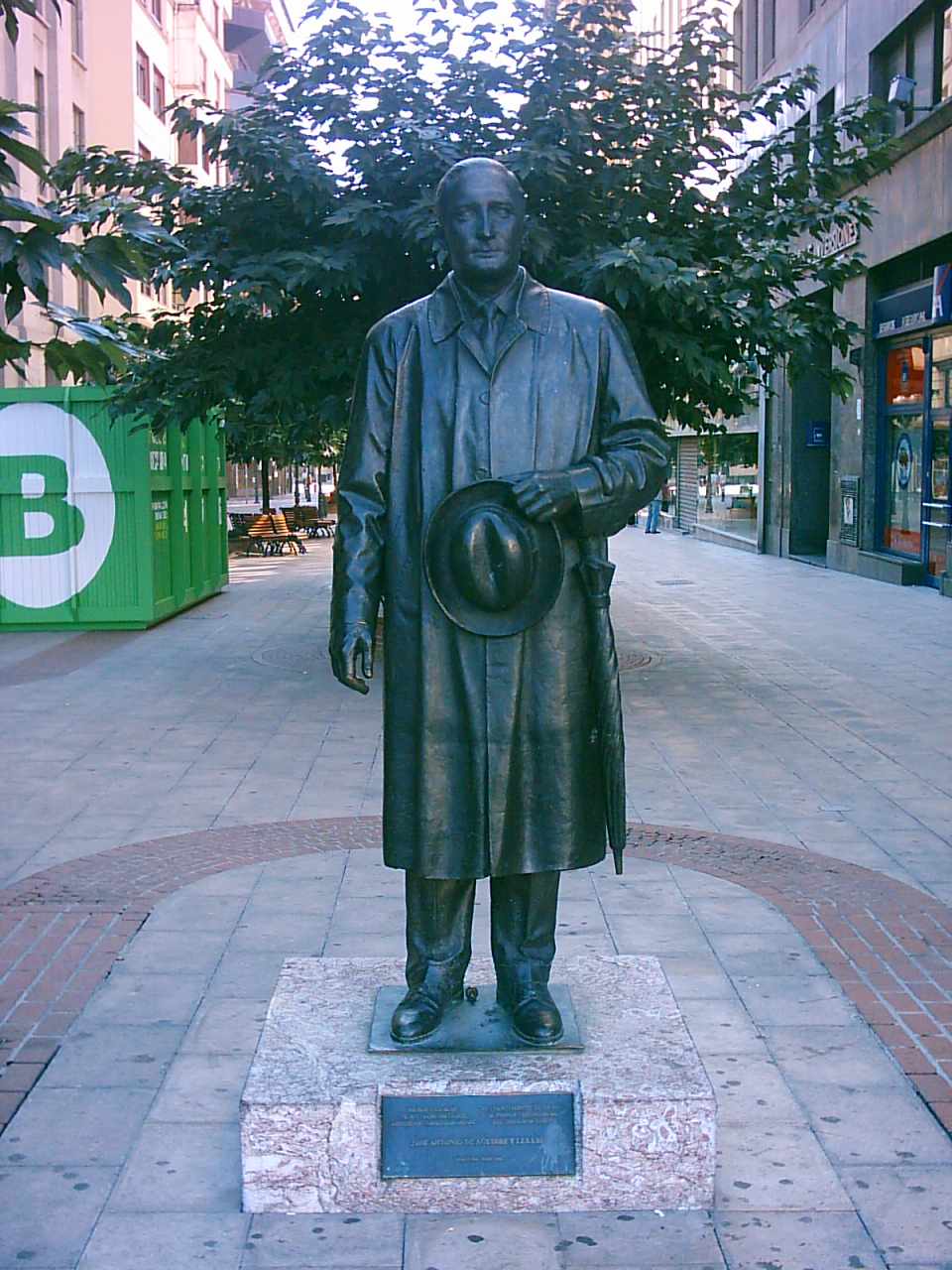
Estatua de José Antonio Aguirre
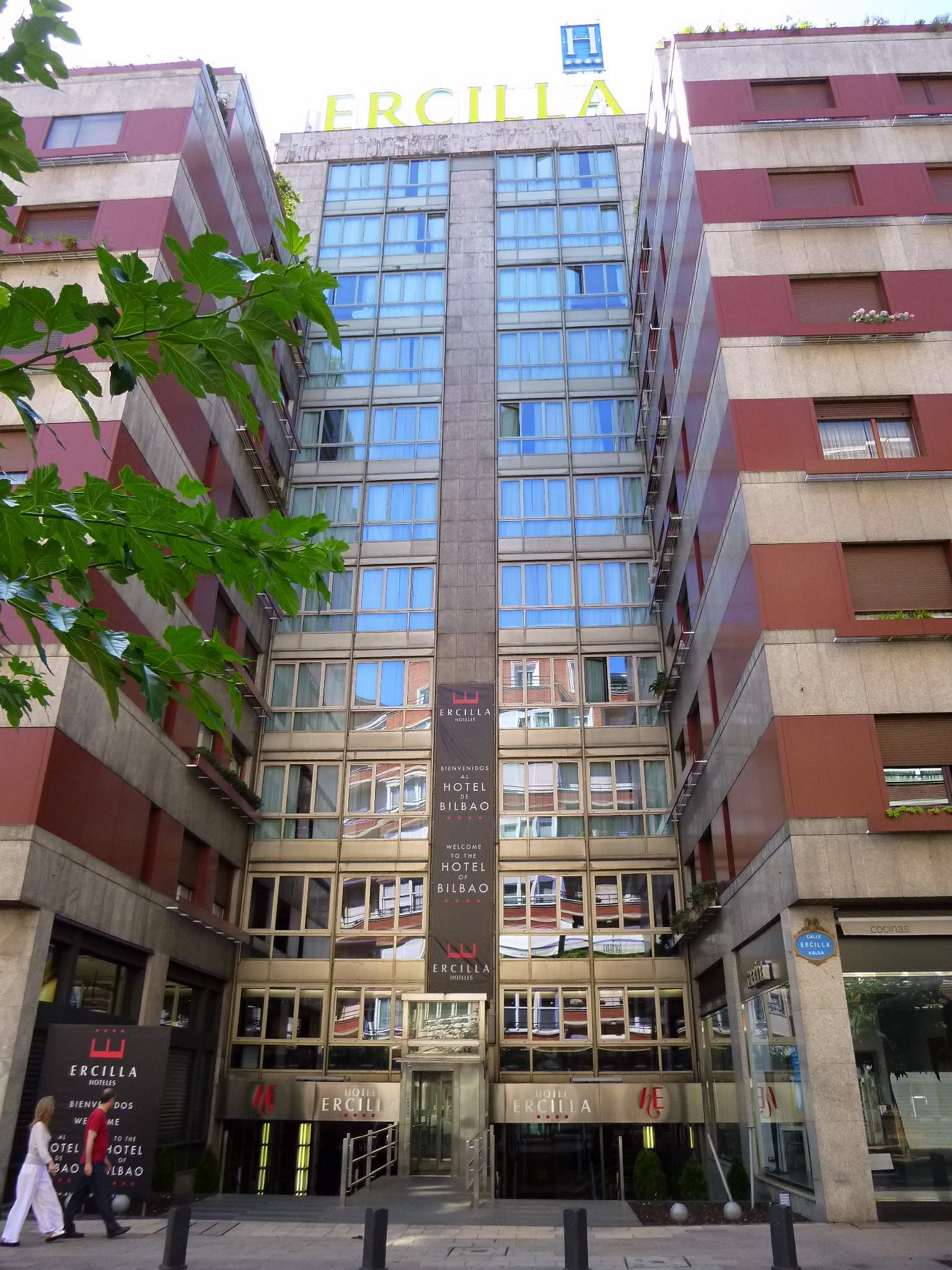
Hotel Ercilla